# Encorbellement

Deux tas-de-charge symétriquement opposés ; la face extérieure d'un tas-de-charge est droite, la face intérieure est encorbellée ; la queue de chaque corbeau fait contrepoids à son avancée.

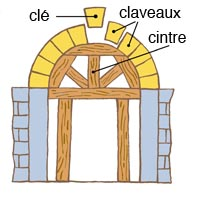
Section d'une voûte semi-circulaire aux claveaux (ou voussoirs) maintenus en place par une clé centrale (voûte classique, dite « vraie voûte »).

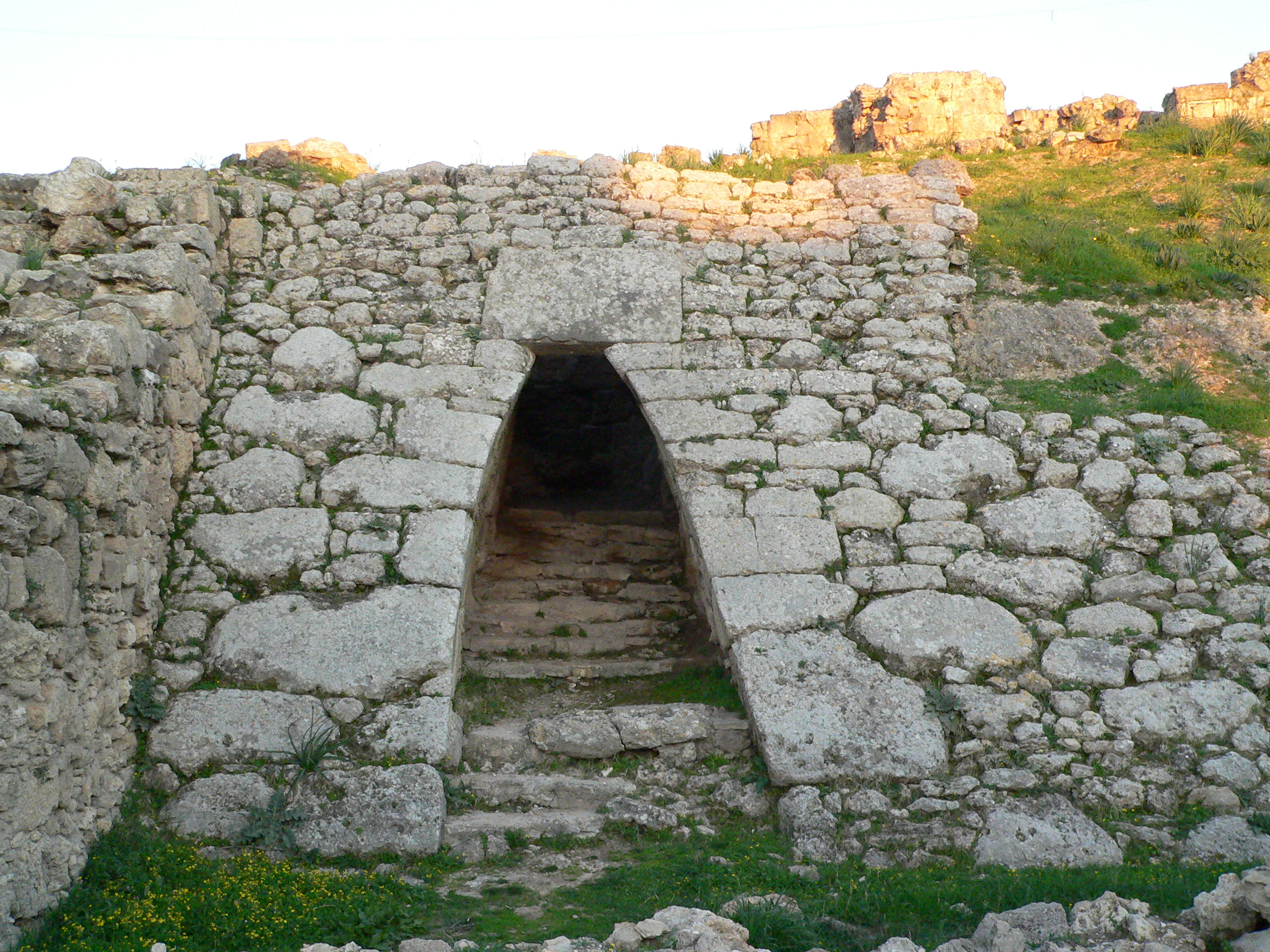
Entrée du palais d'Ougarit (âge du bronze, nord de la Syrie) dont les montants sont deux encorbellements opposés symétriquement et coiffés d'un linteau,.

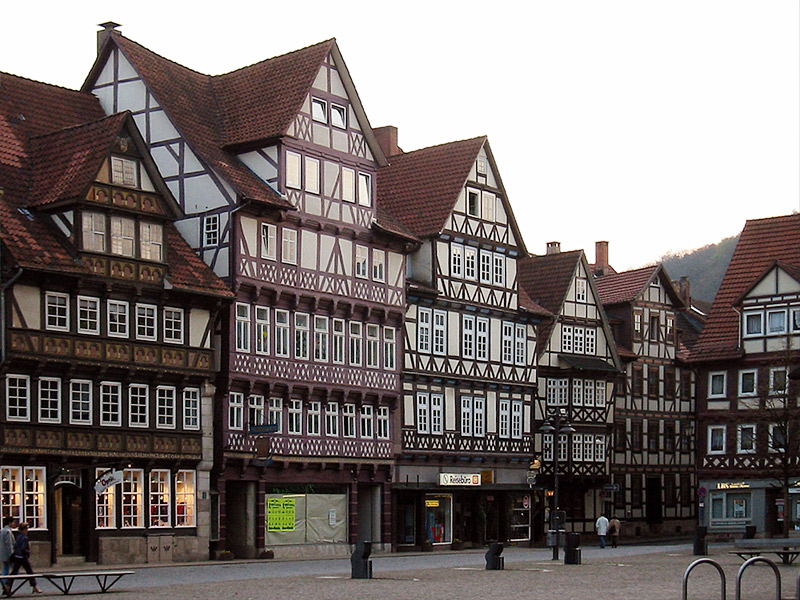
Maisons dont les étages sont en encorbellement, Hann. Münden (Allemagne).

En maçonnerie, « encorbellement » et « assise en encorbellement » désignent toute saillie qui porte à faux au nu d'un mur, formée par une ou plusieurs pierres posées l'une sur l'autre, et plus saillantes les unes que les autres. Le principe de l'encorbellement permet de construire des voûtes ou des arcs dits en encorbellement, plus facilement que l'arc en plein cintre qui fait appel à des cintres en bois.
De manière plus large, l'encorbellement, système de construction de pierre ou de bois, permet de porter une charge en surplomb sur le nu d'un mur, d'une pile, d'un contrefort. On dit construction en encorbellement pour désigner la partie d'une bâtisse posée sur un encorbellement.
Dans les villes d'Europe, l'encorbellement est typique de l'architecture médiévale en pan de bois ou colombage. Il qualifie l'étage d'une bâtisse qui s'avance sur une rue ou sur une place, de sorte que le rez-de-chaussée a une surface inférieure à l'étage, qui lui-même a une surface moins grande que l'étage supérieur et ainsi de suite. À l'époque médiévale, on désigne parfois les encorbellements sous le nom de « gradins », image qui a encore du sens aujourd'hui. Les parties en encorbellement sont soutenues par un assemblage de corbeaux (issu de l'ancien français corbel, dont est dérivé le terme d'encorbellement) ou de consoles. À cette époque, toutes les formes d'encorbellement — auvents, balustres, loges, tourelles, échauguettes — se développent avec une vigueur qui peut mener à l'obstruction totale de la rue et en font une espèce de cloaque sombre et puant, où vent et soleil ne pénètrent jamais, propice à la fermentation des déjections de toutes sortes, à la propagation rapide des épidémies mais aussi aux risques de communication du feu. Dans tous les pays d'Europe, les ordonnances et édits royaux ou les réglementations municipales se succèdent, mais restent peu appliquées. Au début du XIXe siècle, si beaucoup de façades sur rue sont désormais en pierre considérée comme un matériau plus noble, les cloisons, les murs sur cour et les étages supérieurs peuvent encore être construits à pans de bois, tant la légèreté et le bas prix du matériau offrent des avantages ou être recouverts d'un enduit pour suivre la mode ou pour cacher des désordres structurels.
Par extension, l’encorbellement est synonyme de saillie et désigne une avance qu'ont les membres, ornements ou moulures au-delà du « nu des murs », comme pilastres, chambranles, plinthes, archivoltes, corniches, balcons, appuis.

## Arcs et voûtes en encorbellement
Le principe de l'encorbellement permet de construire des voûtes ou des arcs dits en encorbellement, plus facilement que l'arc en plein cintre, sans faire appel à des cintres en bois pour reprendre les charges lors de l'édification de la structure. Il a été employé dans différents types d'architecture et à différentes époques, par exemple dans les temples d'Angkor mais aussi dans les abris agricoles en pierre sèche en France. Son utilisation est attestée au Néolithique dans l'architecture funéraire, comme en témoigne le site de Barnenez en France.

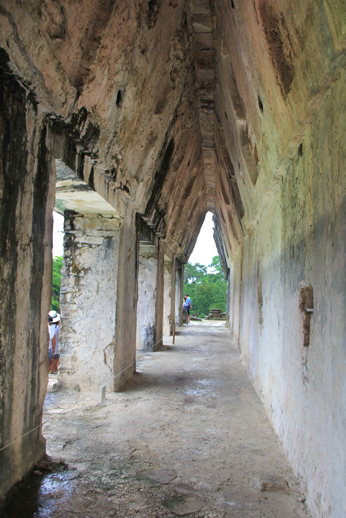
Pierre, Palenque.
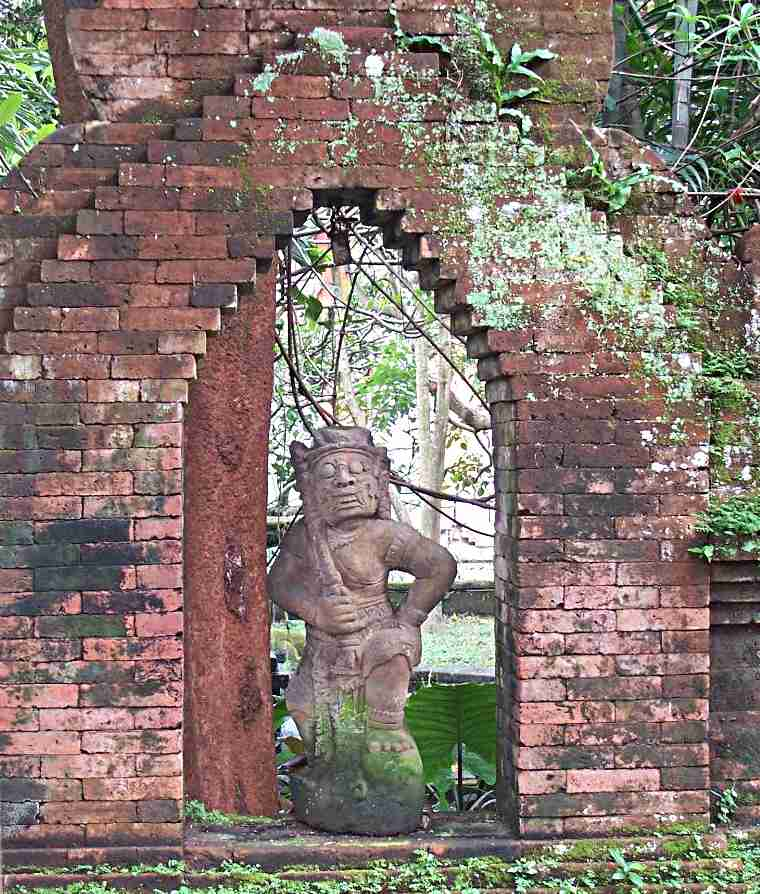
Brique, Ubud, Bali, Indonésie.
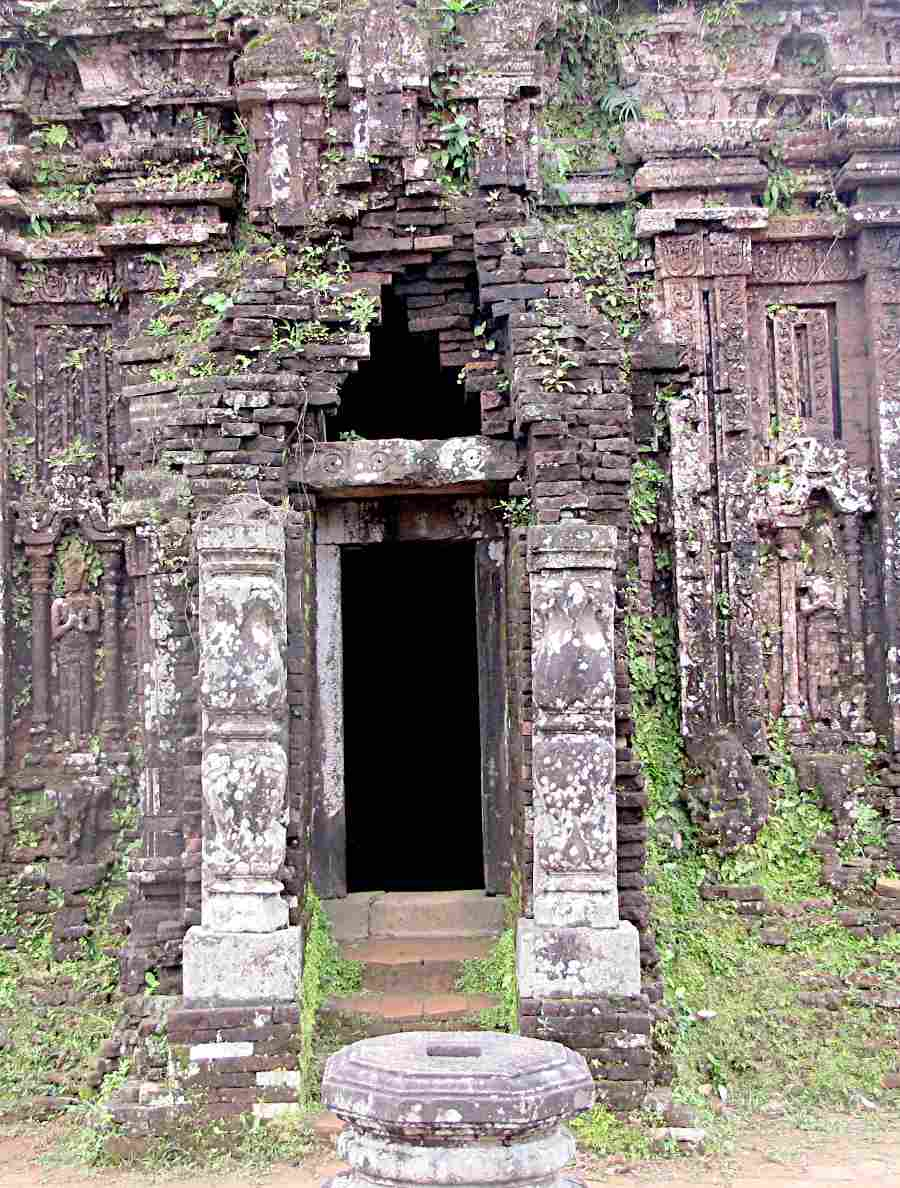
Brique, My Son, Vietnam.
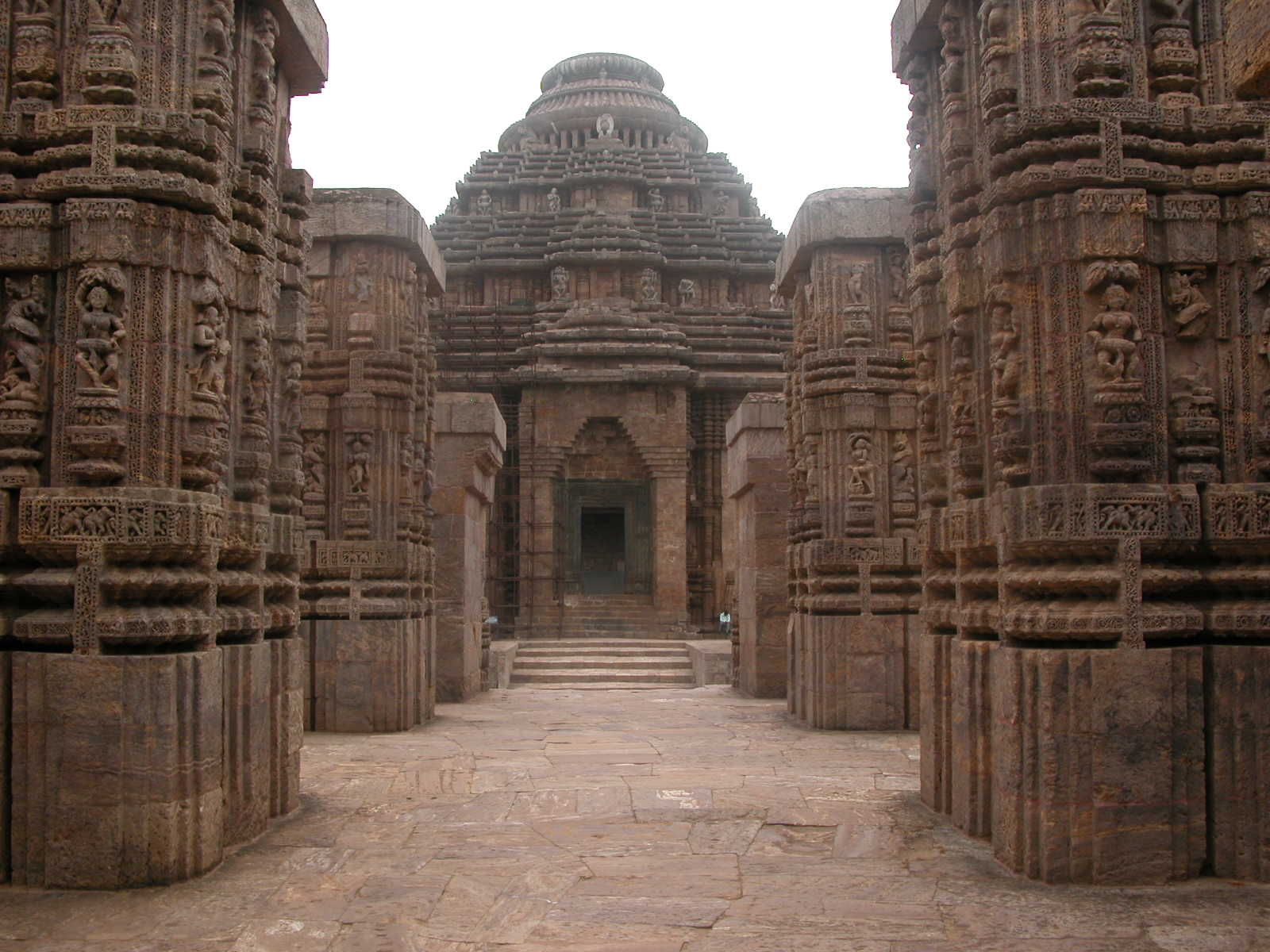
Pierre, temple de Sûrya (Konârak), Inde.
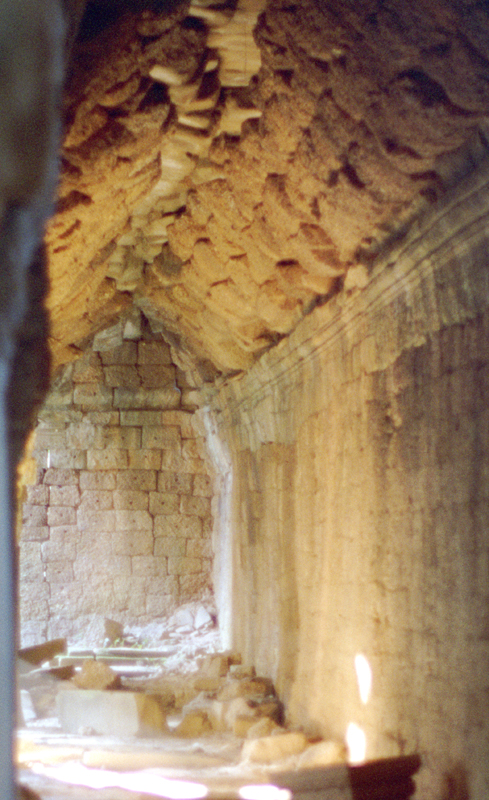
Galerie du temple de Ta Prom à Angkor : voûte en pierres de taille, faite de deux encorbellements symétriquement opposés.

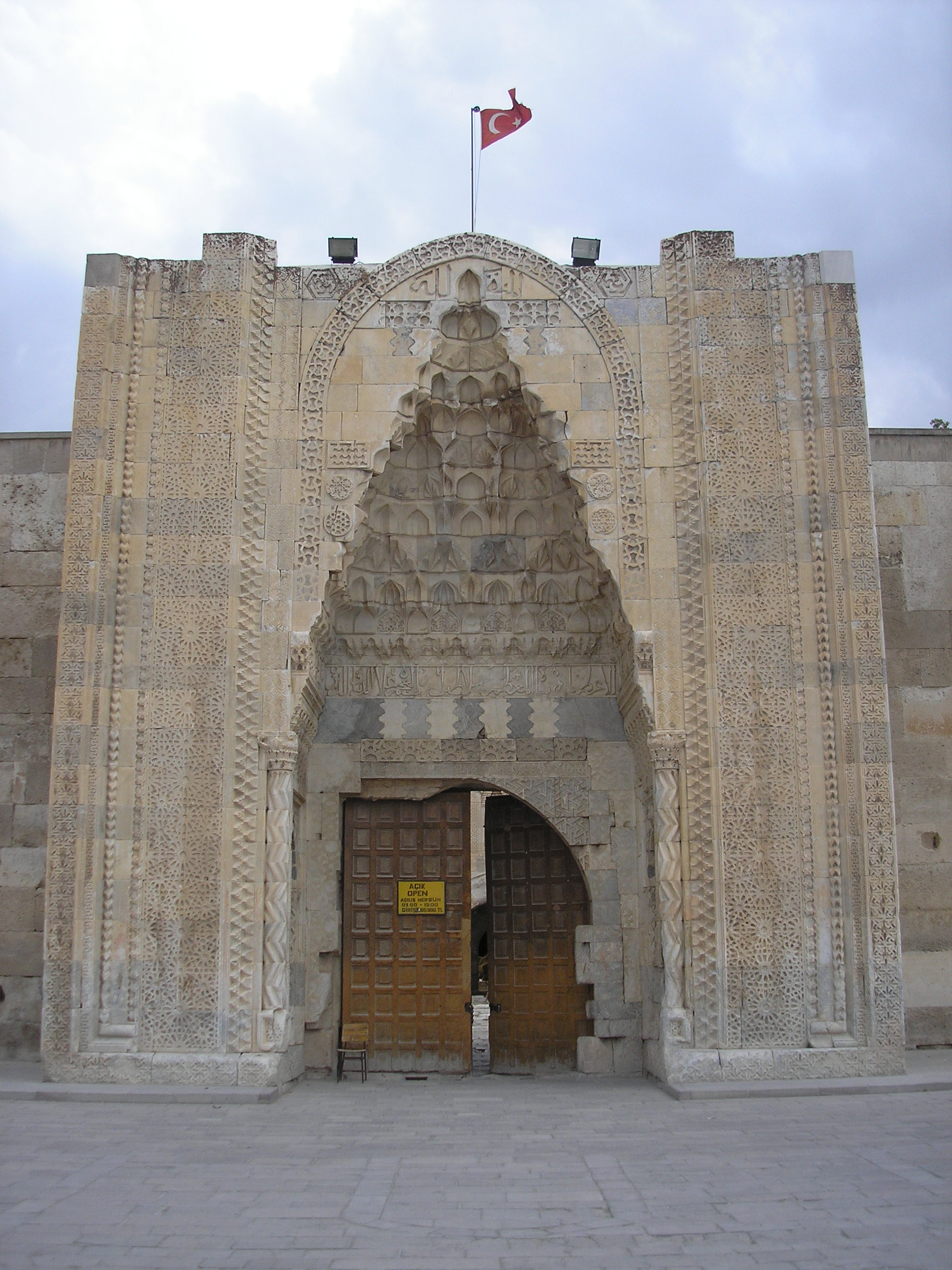
Portail de Sultanhan, caravansérail.

Les muqarnas sont une ornementation des encorbellements dans l'architecture islamique. Si leur origine vient bien des encorbellements à vocation structurelle, ils ont ensuite évolué vers une fonction purement ornementale et non portante, en étant surmontés par une voûte plus ou moins apparente ou dissimulée.[réf. nécessaire]

## Fortifications
« On donnait aussi le nom de tournelles à de véritables tours flanquant des courtines, mais dont l'étroite circonférence ne pouvait contenir qu'un très-petit nombre de défenseurs ; sortes de guérites ou d'échauguettes. Les portes, les châtelets, n'étaient souvent munis que de tourelles. Aujourd'hui, on désigne habituellement par le mot tourelles les ouvrages cylindriques, ou à pans, portés en encorbellement. Ces tourelles s'élevaient, soit sur un cul-de-lampe, soit sur un contre-fort ; elles donnaient un flanquement peu étendu et des vues sur les dehors d'une habitation, d'une porte ou d'une courtine. »

— Eugène Viollet-le-Duc, Dictionnaire raisonné de l'architecture française du XIe au XVIe siècle

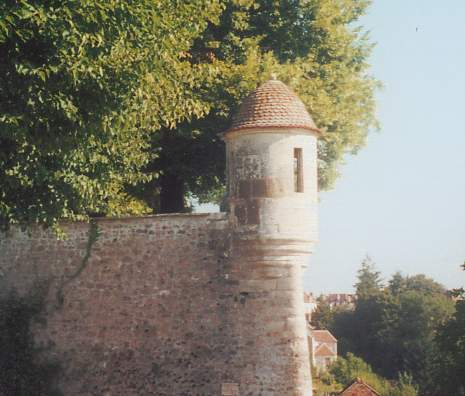
Échauguette, Avallon.
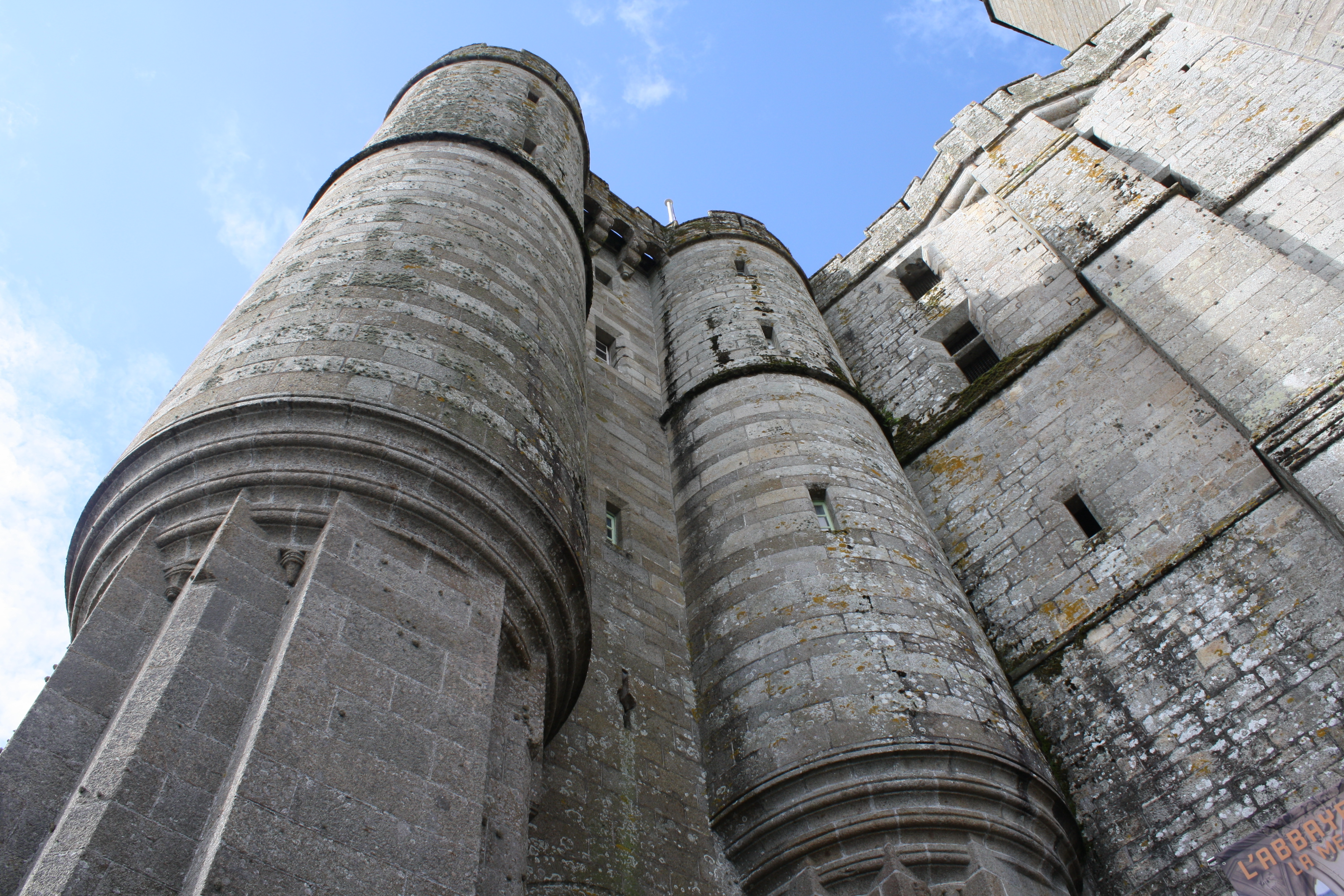
Abbaye du Mont-Saint-Michel, le châtelet. Tourelles en encorbellement sur contrefort.
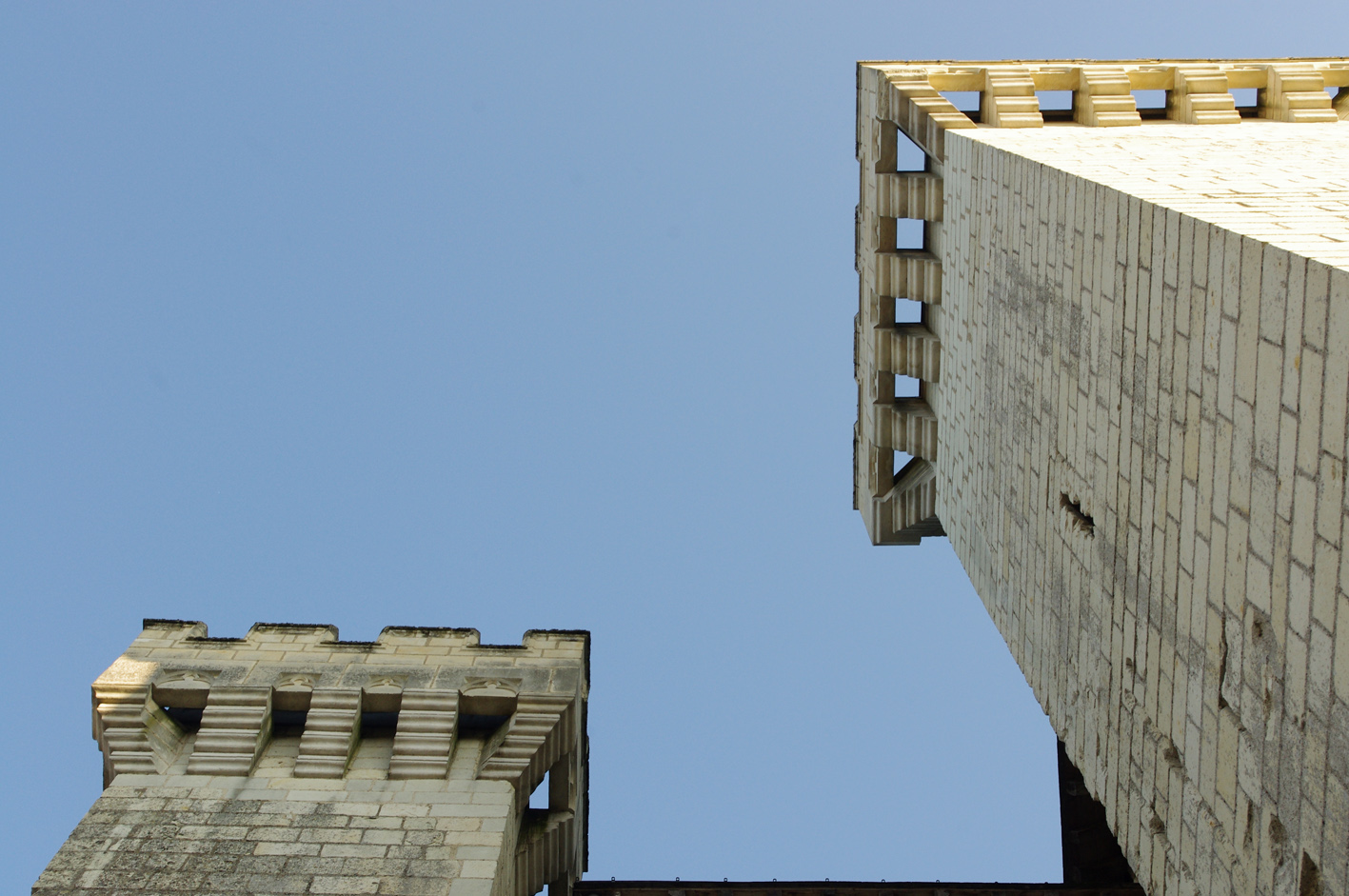
Mâchicoulis en encorbellement du XVe siècle sur la collégiale de Candes-Saint-Martin, en Indre-et-Loire.

## Cabanes en pierre sèche

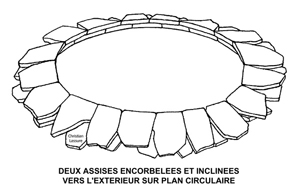

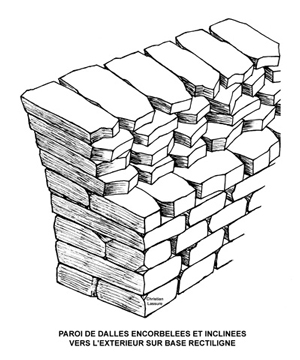

La voûte de pierres encorbellées et inclinées vers l'extérieur s'est concrétisée dans ce type d'architecture rurale que sont les cabanes en pierre sèche. Qu'il s'agisse de cabanes de France ou d'autres pays européens, elle a été systématiquement employée par les paysans auto-constructeurs ou par les maçons à pierre sèche des deux ou trois derniers siècles pour couvrir l'espace au moindre coût dans des édifices servant d'annexes agricoles au sein de la ferme ou dans des parcelles très éloignées de celle-ci (cabanes foraines).
Ce type de voûte, édifié sur une base dérivée du cercle, repose sur deux principes : l'« encorbellement » et l'« inclinaison vers l'extérieur ».
Le principe de l'« encorbellement » consiste à disposer les pierres d'une même assise circulaire en surplomb par rapport à celles de l'assise inférieure, à la manière d'un corbeau qui se percherait au-dessus d'un mur. Il est impératif que chaque pierre ne dépasse pas hors de son centre de gravité propre la pierre sous-jacente, de façon à ne pas basculer. Pour ce faire, il suffit de donner à chaque corbeau une queue suffisante en guise de contrepoids et d'atténuer le poids du saillant en le taillant en biseau. Autre nécessité : tailler les corbeaux en forme de secteur de sorte que leurs interfaces rayonnent vers le centre du cercle.
Le principe de l'« inclinaison vers l'extérieur » consiste à imprimer aux pierres de chaque assise une légère inclinaison (de l'ordre de 15°) vers l'extérieur (si elles étaient posées horizontalement, on aurait à proprement parler une voûte en « tas-de-charge », formée d'assises à lits horizontaux). Ce pendage entraîne un arc-boutement horizontal entre les plaquettes d'une même assise et la fermeture d'un polygone de forces : chaque assise est alors clavée horizontalement et tient tout seule, en s'appuyant sur la précédente. La poussée horizontale vers l'extérieur exercée par chaque assise est annulée en disposant, à l'arrière de celle-ci, une masse de matériaux jouant un rôle de butée.
Les assises successives, du fait du décalage vers l'intérieur, vont en se rejoignant, la dernière assise étant coiffée soit d'une dalle terminale soit de plusieurs dalles juxtaposées. Aucun cintre n'est nécessaire dans cette voûte à effets horizontaux (contrairement à la voûte clavée classique qui, elle, est à effets verticaux). Quant à la dalle terminale, elle peut être ôtée sans provoquer l'écroulement de la voûte (contrairement à la clé d'une voûte clavée, dont la chute entraîne l'effondrement de l'ensemble).
Quel que soit le type de voûte en pierre sèche, on n'oubliera pas le fait qu'elle est elle-même revêtue soit d'une couverture de dalles ou de lauses qui en épouse la forme, soit d'un revêtement de pierres selon la technique dite de la double peau.
Il n'y a pas lieu d'opposer voûte encorbellée et voûte clavée, en qualifiant la première de « fausse voûte » par opposition à la seconde, la seule à mériter le nom de « voûte ». En fait, l'expression « fausse voûte » désigne uniquement un couvrement non maçonné (par exemple en bois peint) imitant la disposition et l'apparence d'une voûte maçonnée. La voûte encorbellée doit être considérée comme un système de voûtement à part entière, une voûte « horizontale », par opposition à la voûte « verticale »,.

Encorbellement
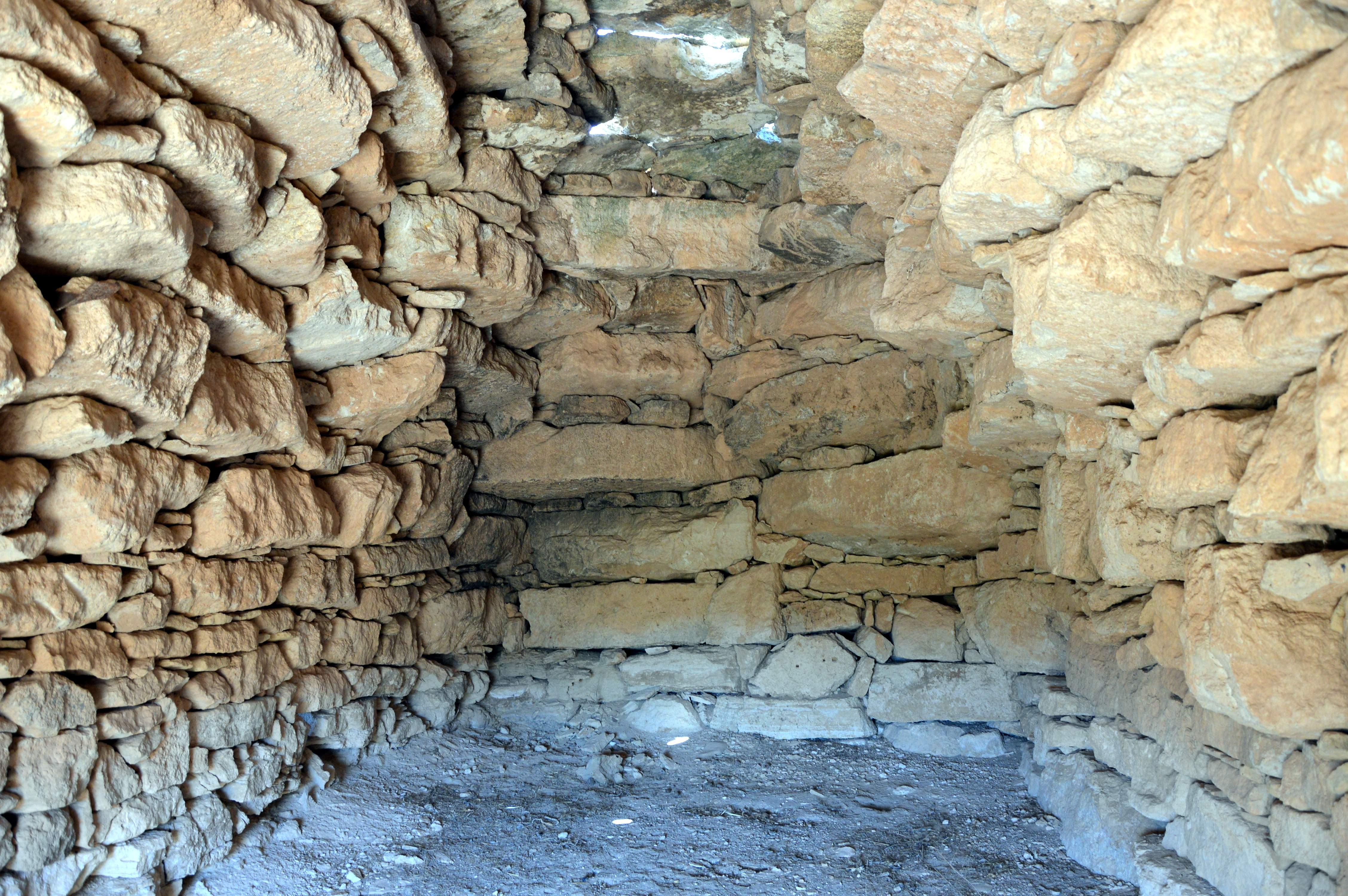
Voûtement formé de trois encorbellements, sur les côtés et au fond (Ademús, pays valencien, Espagne).
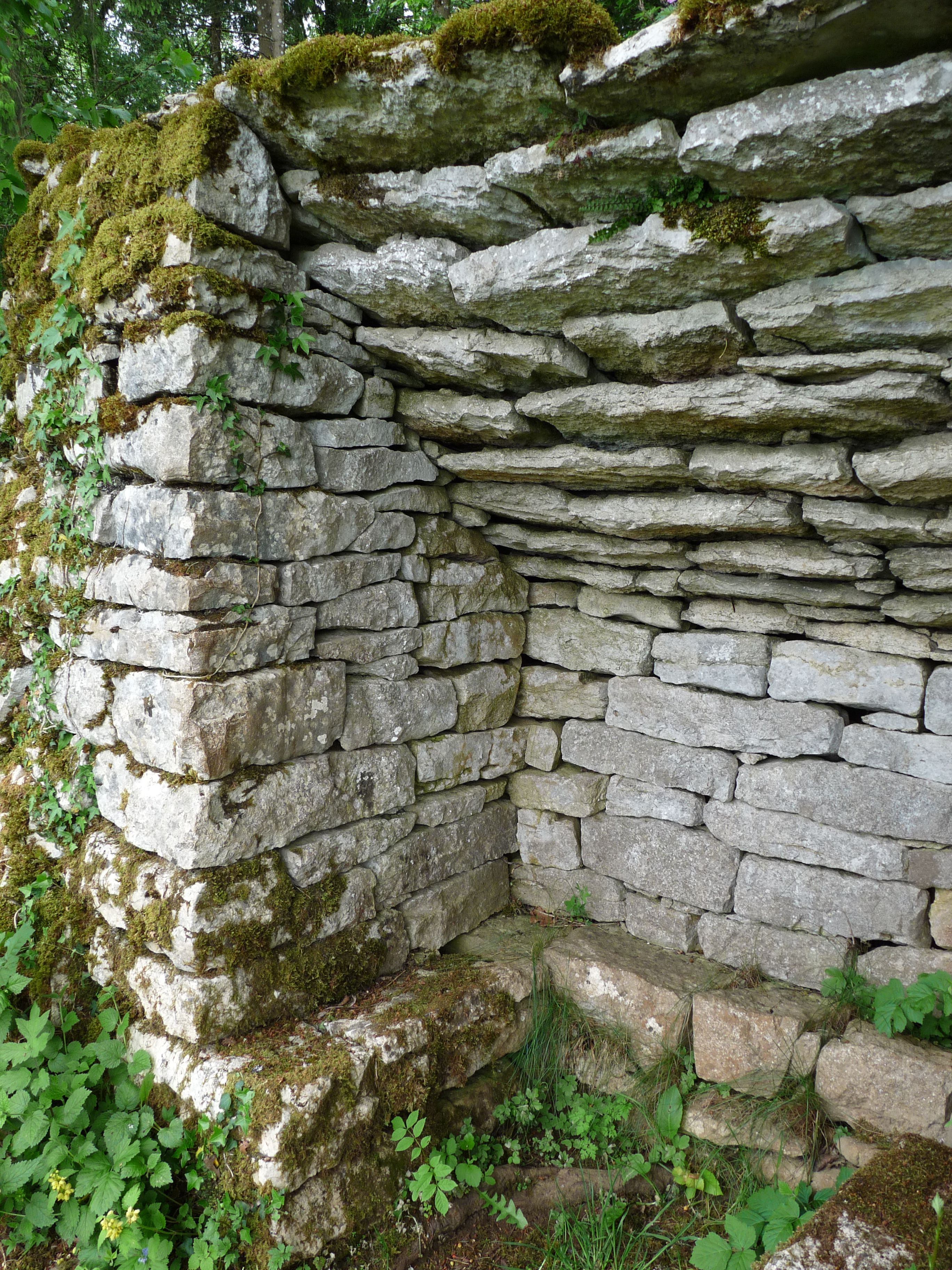
Abri ouvert formé de dalles encorbellées sur plan rectiligne (Granges-sur-Baume, Jura).
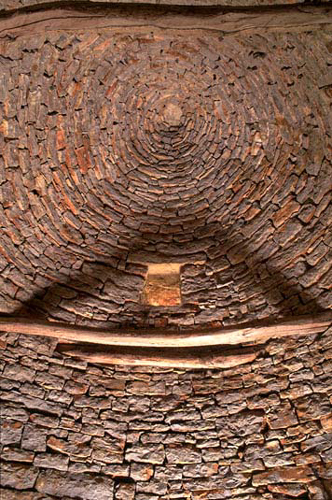
Intrados d'une voûte en pierres encorbellées et inclinées vers l'extérieur (Espagnac-Sainte-Eulalie, Lot).
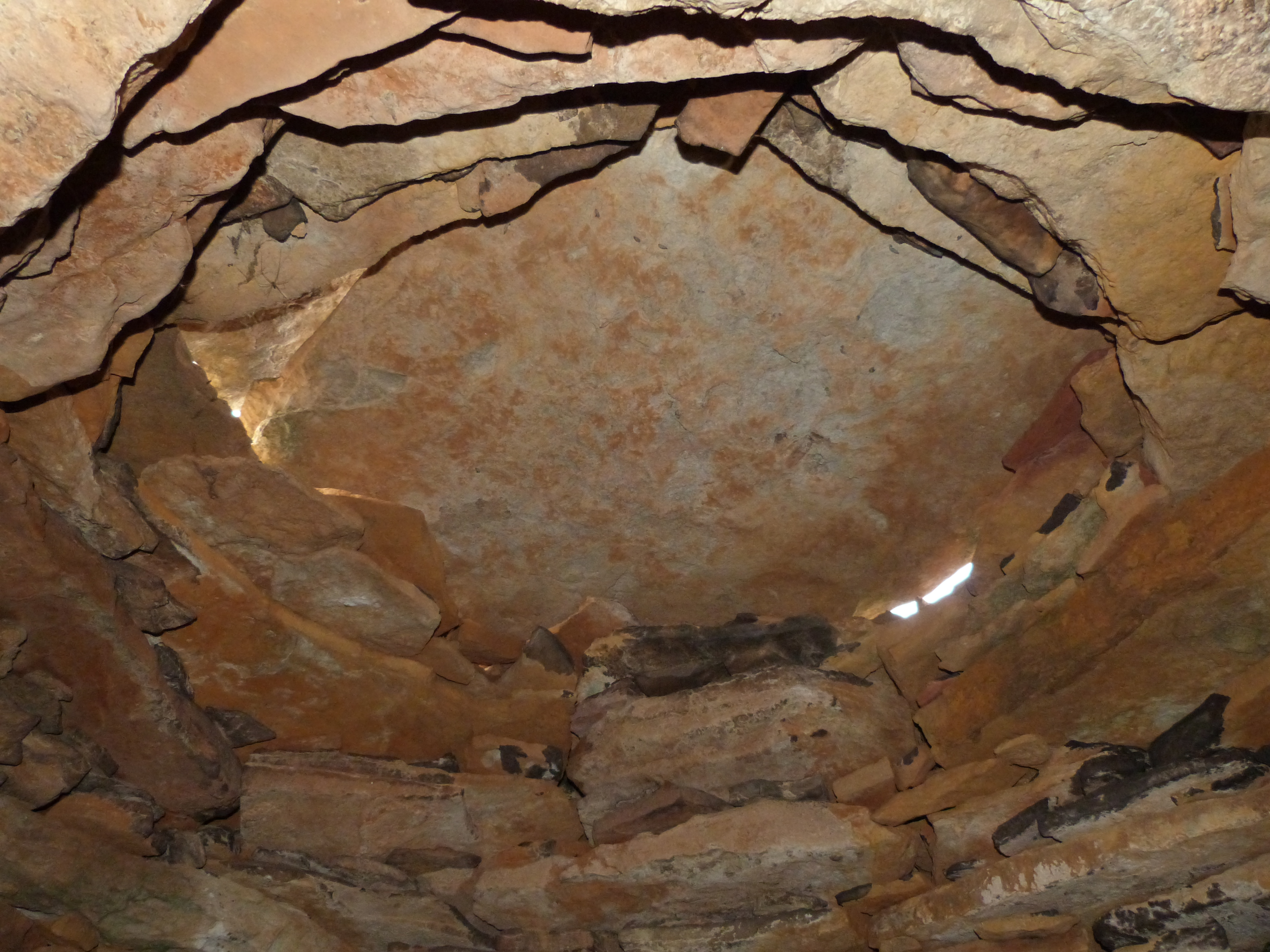
Dalle terminale de la voûte encorbellée d'une cabane (La Cadière-d'Azur, Var).
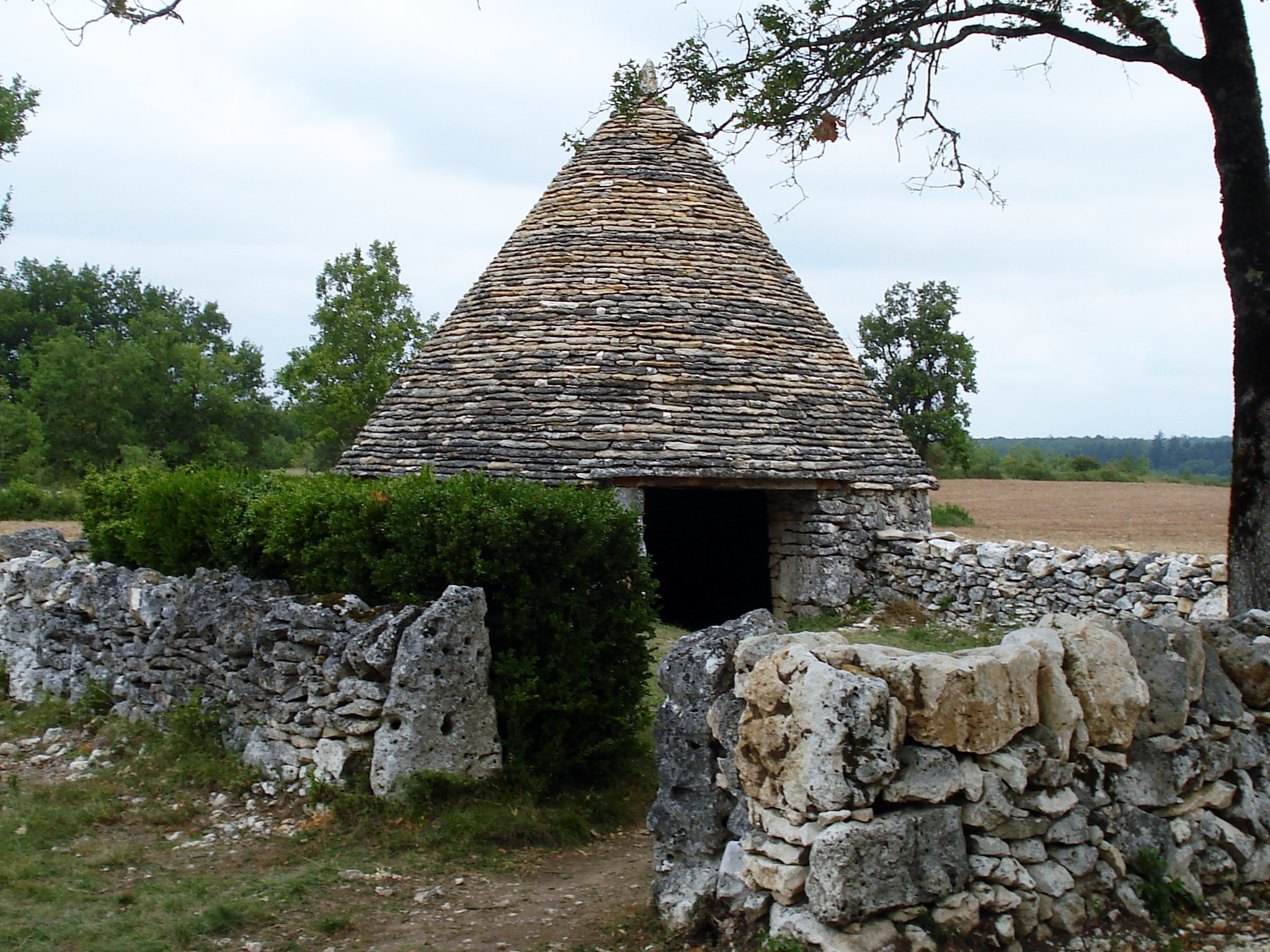
Couverture de lauses sur l'extrados de la voûte encorbellée d'une cabane (Lalbenque (Lot).

## Maison à encorbellement

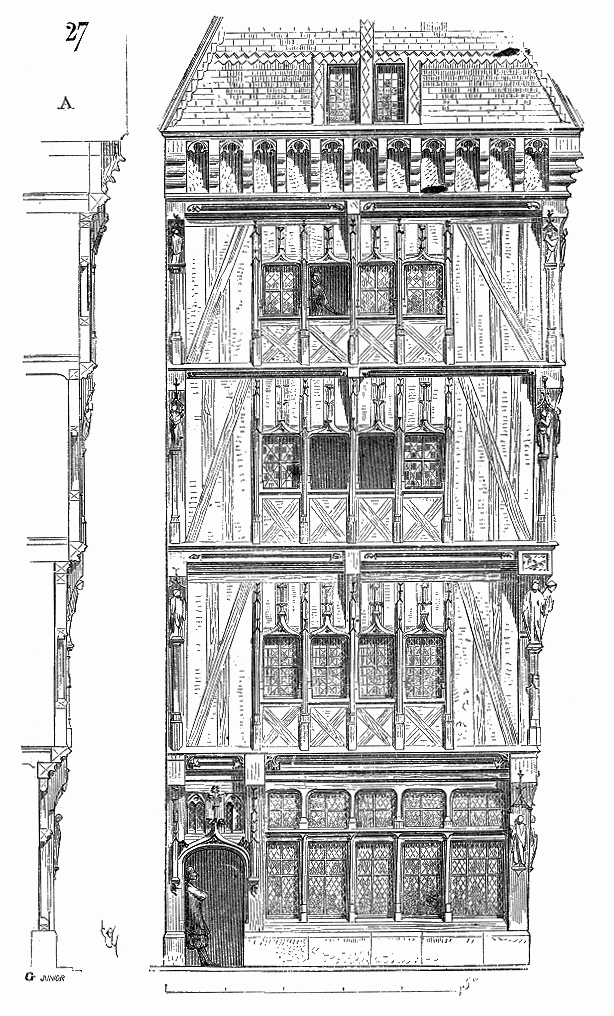
Rouen, maison du XVe siècle à quadruple encorbellement.

Ce mode de construction s'est développé à partir du XIVe siècle avec la disparition des bois longs comme phénomène de mode ayant un caractère esthétisant et présentant des avantages certains en matière d'occupation du terrain et de gain d'espace au sol. En outre, il protège la façade du ruissellement des eaux de pluie, cause importante de la dégradation du bois. 
Cependant ce type de structure architecturale présente aussi d'importants inconvénients urbanistiques lorsque les habitations sont trop densément implantées dans les villes et les bourgs. Les ruelles deviennent trop étroites, sombres et humides, la lumière n'y pénétrant plus suffisamment. Les rues perdent également leur fonction essentielle de coupe-feu car la proximité des maisons favorise la propagation des incendies dans les villes où prédominent les constructions en bois.
Cela explique que ce mode de construction a progressivement disparu à partir du XVIe siècle. Les échevins de la ville de Rouen l'interdisent dès 1520, le Parlement de Normandie prend un arrêt en 1525 qui va être peu suivi dans les faits et à Paris, les encorbellements sur rue sont interdits depuis l'ordonnance du 18 août 1667 (voir règlements d'urbanisme de Paris).
On en distingue deux types principaux :
- l'encorbellement sur sommier ou faux sommier, appelé aussi encorbellement à entretoises : une pièce de bois supplémentaire, l'entretoise, comble le vide existant entre les sablières haute et basse, placées respectivement au-dessous et au-dessus du sommier (poutre horizontale formant l'entrait d'une ferme) ;
- l'encorbellement sur solives : les abouts de ces pièces de charpente qui reçoivent à leur extrémité les sablière apparaissent en saillie. Ces abouts portant le pan supérieur en surplomb font fonction de corbeaux[11].

À Amsterdam, l'encorbellement s’appelle overstek ; il disparait des façades à partir du grand incendie de 1452 qui voit la construction en bois remplacée par une construction en brique ; l’overstek s'est toutefois perpétué dans la manière de construire les façades planes inclinées vers l'avant (scheef), jusqu'au XIXe siècle, époque où les guildes ont été supprimées.

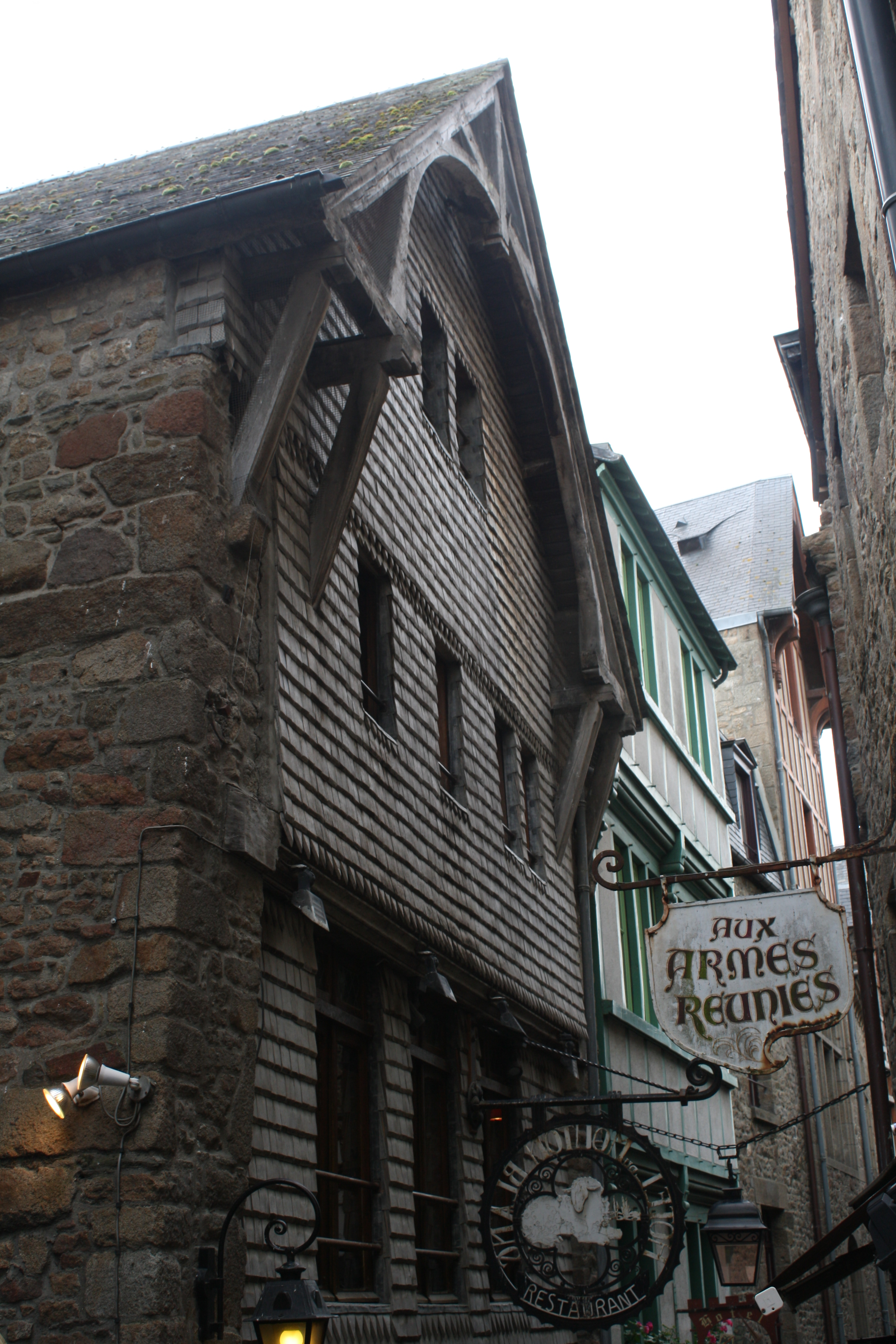
Encorbellement, commune du Mont-Saint-Michel.
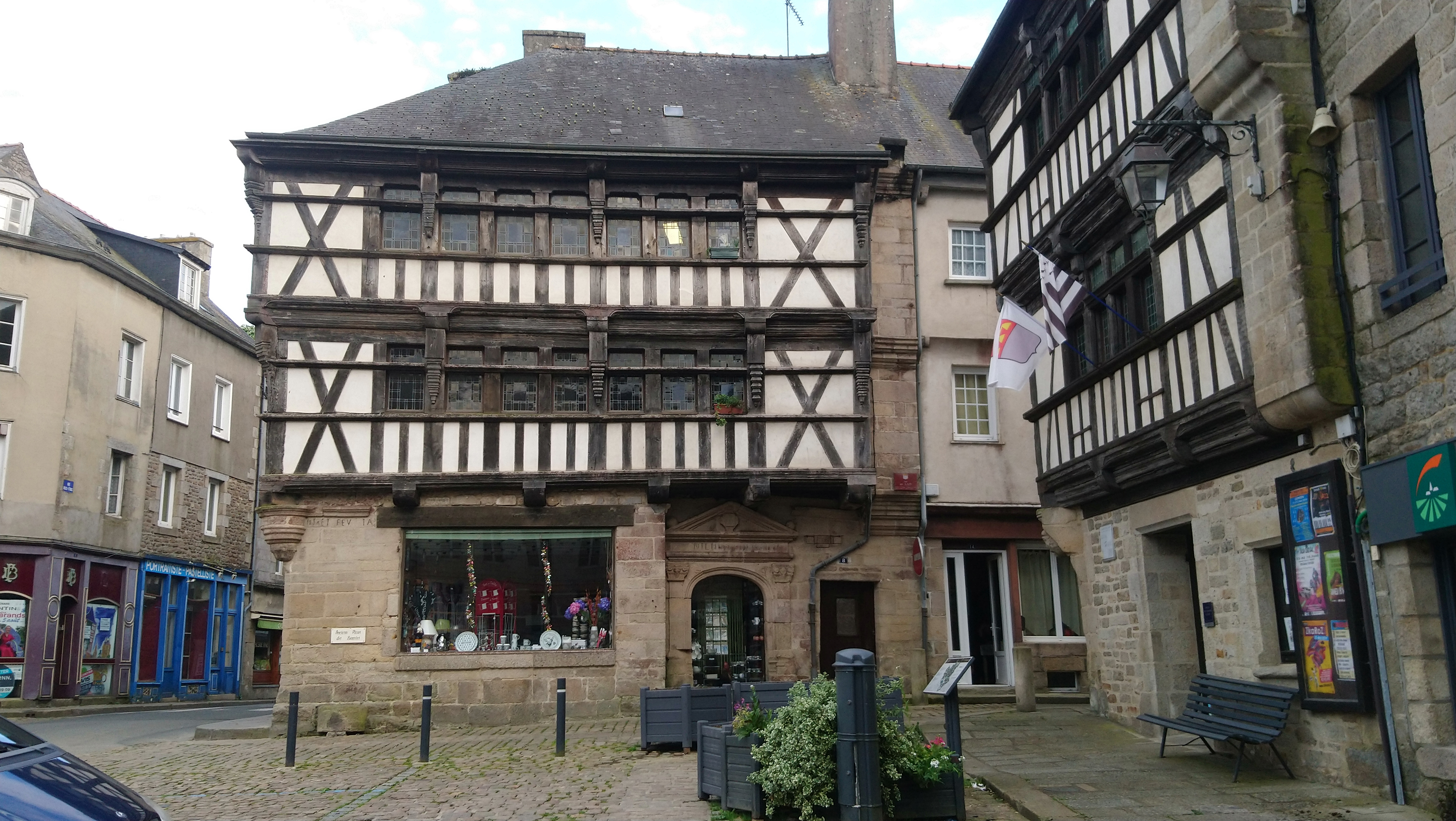
Encorbellement sur sommier, maisons d'angle de Quintin[d].
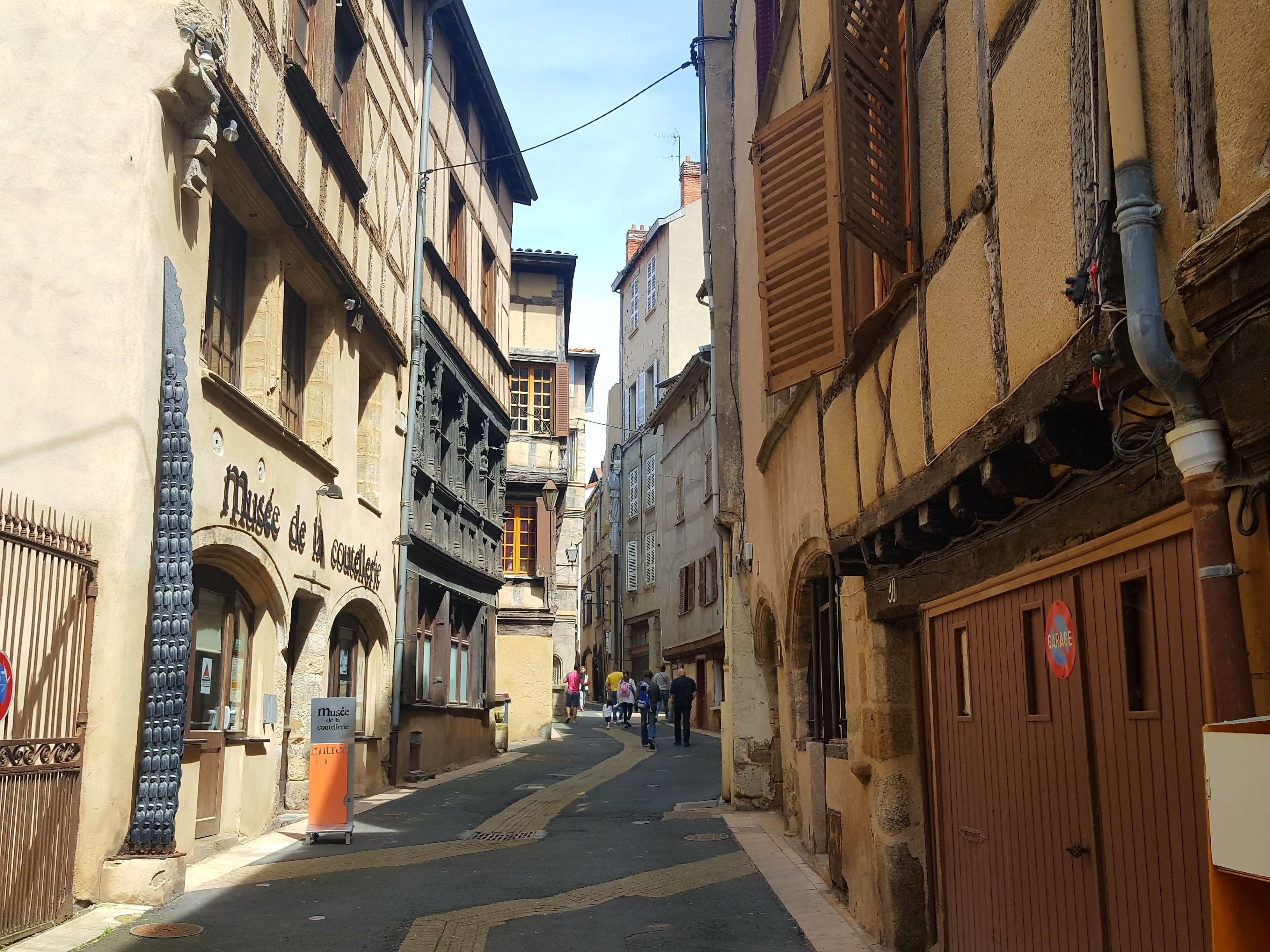
La rue de la Coutellerie à Thiers (Puy-de-Dôme), où de nombreuses maisons à pan-de-bois avec de multiples encorbellements sont présentes.
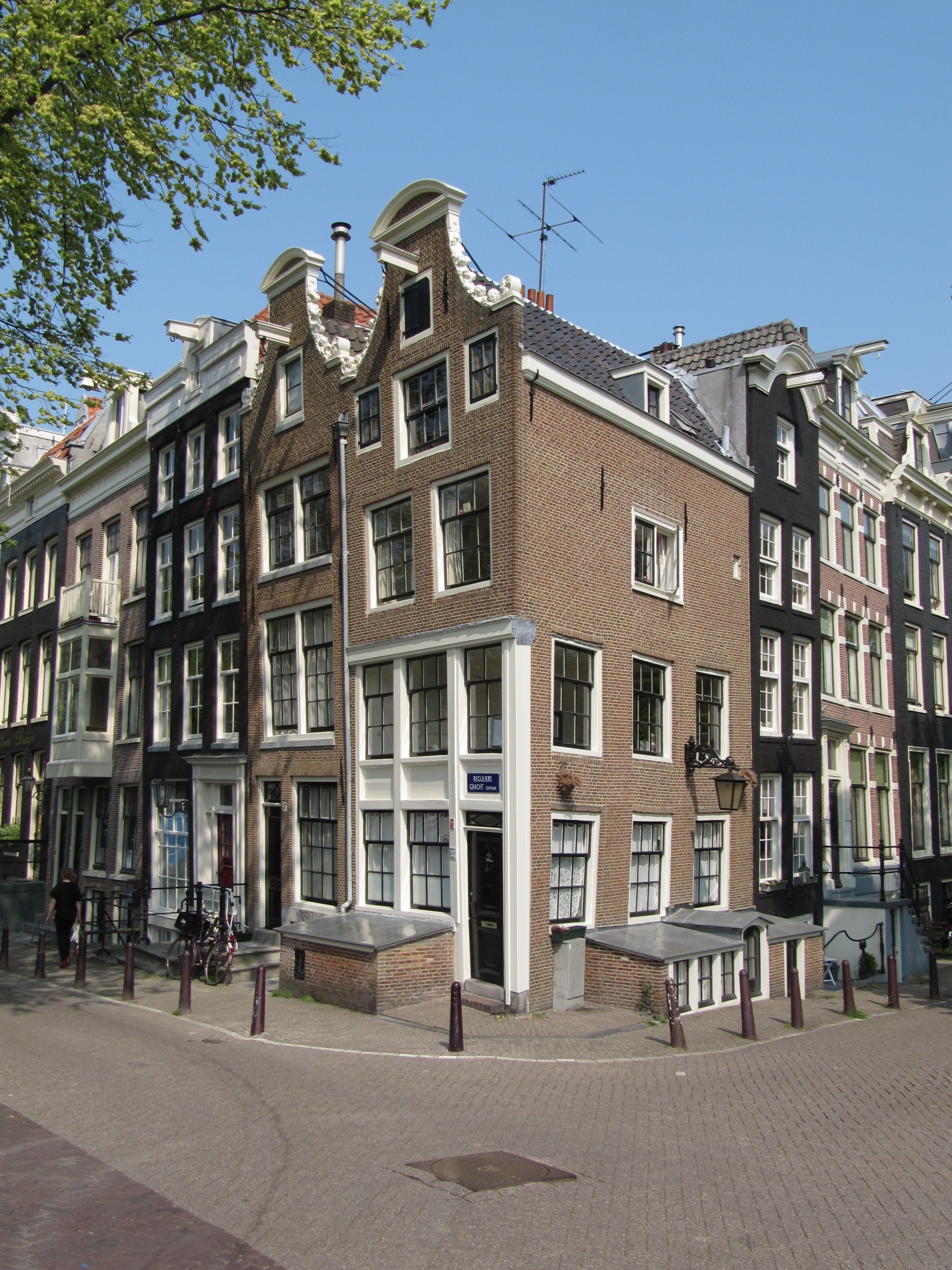
Overstek - Reguliersgracht 39 Amsterdam.

## Construction de ponts

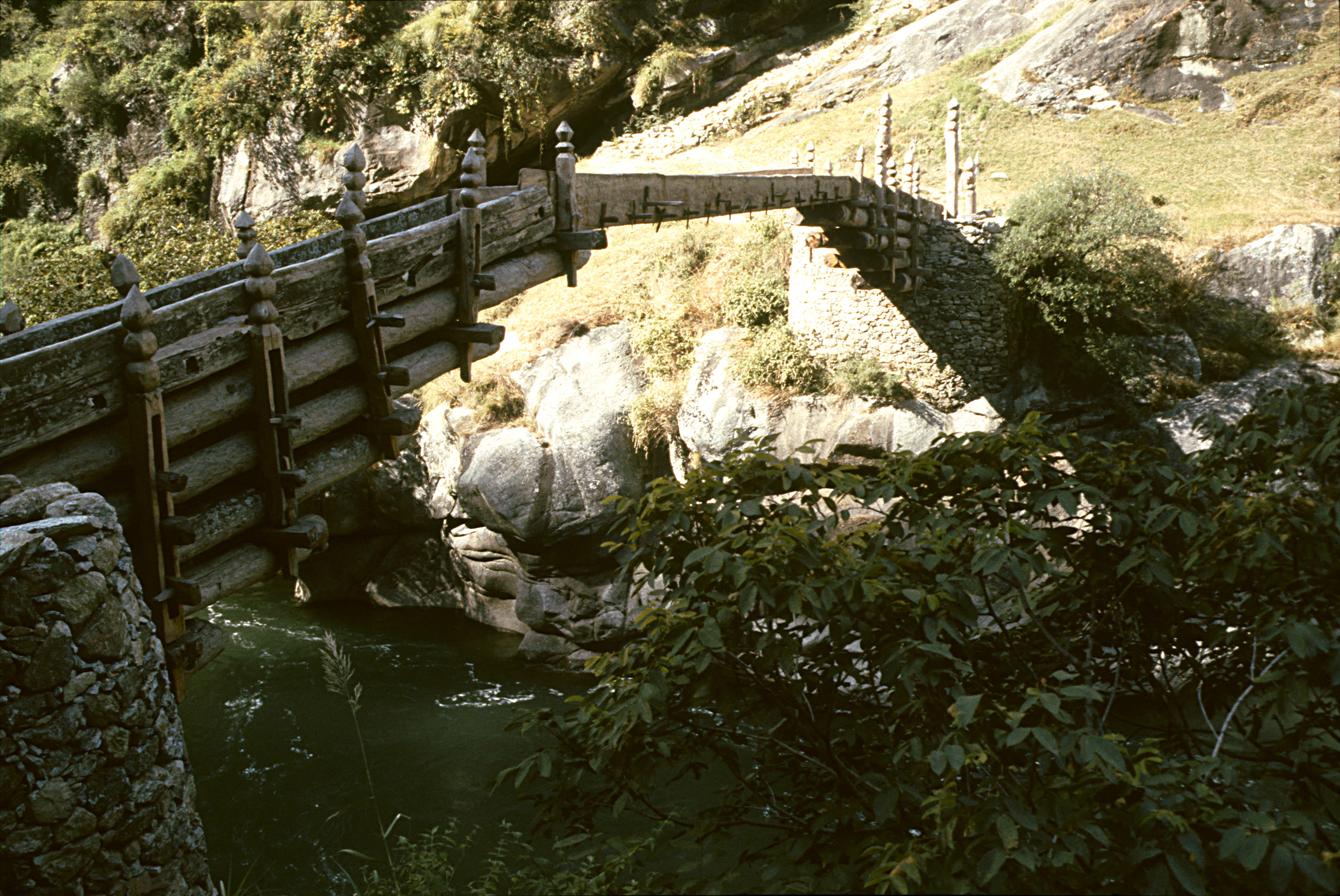
Pont-passerelle à encorbellement (en poutres de bois) dans l'ouest népalais.

En ce qui concerne la construction en encorbellement dans les ponts, les ouvrages d’art non courants se rangent, en deux grandes familles : 
- les ponts métalliques (type Millau) et les ponts mixtes acier-béton,
- les ouvrages tout béton.

Pour les premiers, les appuis sont en béton armé alors que le tablier, en métal, est généralement mis en place par lançage depuis l’une des deux rives ou à partir des deux, comme ce fut le cas pour le viaduc de Millau. Mais l'encorbellement peut être utilisé, associé à un haubanage provisoire ou définitif. C'est le cas du pont de Normandie (pont à haubans sur la Seine) ou des grands arcs métalliques du début siècle dernier.
Dans la seconde catégorie, l'ouvrage est constitué d’un tablier en  béton qui est construit par encorbellements successifs. Les éléments du tablier, appelés voussoirs, sont coulés en place (ou préfabriqués) puis assemblés les uns aux autres, pour constituer une partie de tablier que l’on appelle « fléau » (comme sur une balance, le tablier se présentant, en phase constructive, comme un gigantesque fléau en équilibre sur sa pile). Dans la pratique la construction démarre par la réalisation du voussoir sur pile (VSP) qui constitue la prolongation naturelle de la pile et le premier élément du tablier. C’est une pièce hybride, complexe à réaliser, qui assure la transition des efforts entre le tablier et la pile. Une fois ce premier élément achevé, la construction se poursuit symétriquement par rapport à la pile, afin d’assurer l’équilibre de la gigantesque balance, les voussoirs étant bétonnés en plein ciel, souvent dans des conditions de travail difficiles et rigoureuses, à l’aide d’un outil appelé équipage mobile. Comme les travaux s’effectuent en miroir, à chaque extrémité de fléau, pour les ouvrages coulés en place, la progression nécessite une paire d’équipages mobiles qui sont déplacés une fois chaque voussoir terminé. Le bétonnage s’effectue par l’intermédiaire d’une grue qui assure l’approvisionnement par benne, les voussoirs étant reliés les uns aux autres par précontrainte. Chaque pile voit ainsi ses demi-fléaux progresser pour rejoindre ceux des piles voisines, l’opération de jonction des deux parties de tablier, baptisée clavage, s’effectuant par l’intermédiaire d'un élément baptisé, logiquement, voussoir de clavage.